# Église Saint-Christophe de Châteaufort
Pour les articles homonymes, voir Église Saint-Christophe.
L'église Saint-Christophe est une église catholique située à Châteaufort, dans le département des Yvelines, en France.

## Localisation

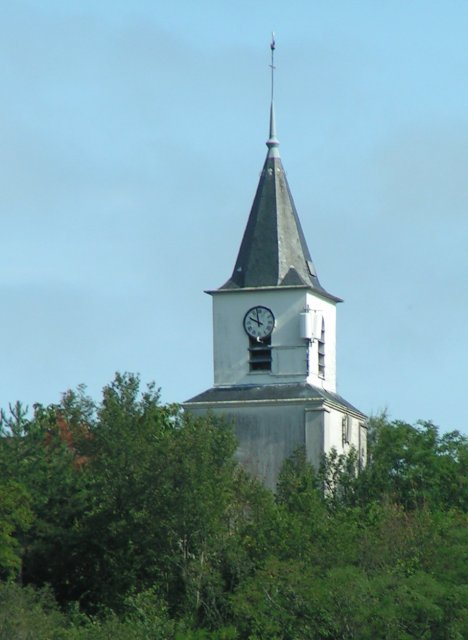
Le clocher en 2004.

L'église est située dans le département français de la Yvelines, sur la commune de Châteaufort.
Elle dessert les communes de Châteaufort et de Toussus-le-Noble, et fait partie de la paroisse de Port-Royal,.

## Historique
Elle se trouve sur le lieu d'un ancien prieuré attesté en 1069. À cette date, le chevalier Amaury, fils de Geoffroy de Gometz, construit une église, y établit des chanoines, puis la donne, en 1074, au monastère de Saint-Pierre de Bourgueil, avec les consentements de ses suzerains, Gui Ier de Montlhéry et son frère Hugues de Châteaufort.
Au XVIIIe siècle, elle fut réunie à la paroisse de la Trinité.

## Mobilier

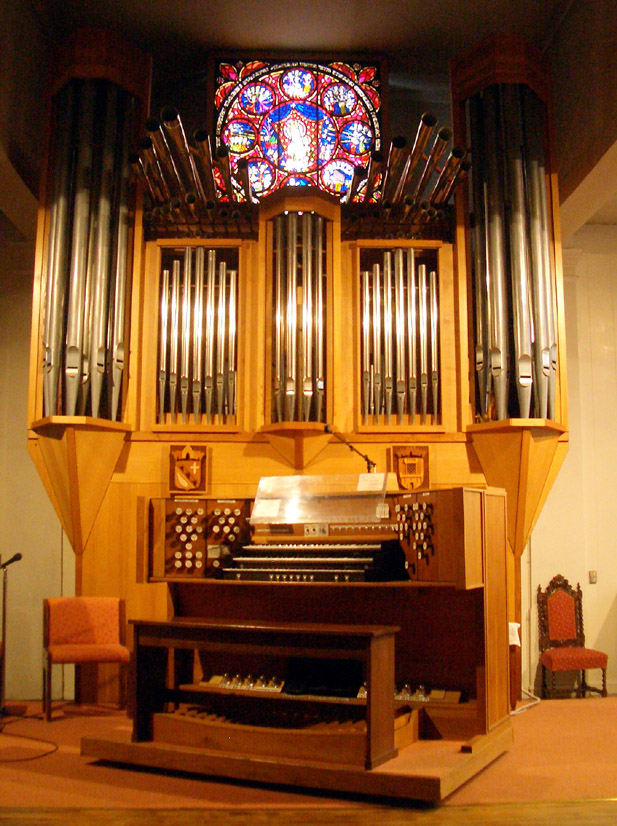
Les orgues en 2012.

L'ancien orgue provenait de la chapelle du Grand séminaire de Versailles. Il fut remplacé en 1997.
Les vitraux représentant Notre-Dame et saint Joseph sont d'origine, et datent donc de 1848.
L'ensemble du mobilier : statue, chaises, lustres, croix d'autel, croix de procession, ostensoir et harmonium, est classé.